# Mellanlången
Mellanlången är en sjö i Örebro kommun i Närke och ingår i Norrströms huvudavrinningsområde. Sjön har en area på 0,437 kvadratkilometer och ligger 38 meter över havet. Sjön avvattnas av vattendraget Lillån.

## Delavrinningsområde
Mellanlången ingår i det delavrinningsområde (658186-146478) som SMHI kallar för Utloppet av Södra Lången. Medelhöjden är 42 meter över havet och ytan är 2 kvadratkilometer. Räknas de 2 avrinningsområdena uppströms in blir den ackumulerade arean 18,47 kvadratkilometer. Lillån som avvattnar avrinningsområdet har biflödesordning 2, vilket innebär att vattnet flödar genom totalt 2 vattendrag innan det når havet efter 222 kilometer. Avrinningsområdet består mestadels av skog (21 procent), öppen mark (17 procent) och jordbruk (32 procent). Avrinningsområdet har 0,56 kvadratkilometer vattenytor vilket ger det en sjöprocent på 28,2 procent.